# Plantae rariores quas maximam partem
Plantae rariores quas maximam partem (abreviado Pl. Rar.) es un libro con ilustraciones y descripciones botánicas que fue escrito por el botánico alemán Christoph Jakob Trew y publicado en el año 1763 con el nombre de Plantae rariores quas maximam partem ipse in horto domestico colvit secundum notas suas examinavit et breviter explicavit nec non depingendas aerique incidendas curavit.